# On an Island
On an Island – trzeci solowy album Davida Gilmoura. Wydany 6 marca 2006 w 60. urodziny artysty, nakładem wytwórni EMI. Większość utworów została nagrana w prywatnym studiu znajdującym się na barce Astoria.
Równocześnie wydano limitowaną, dwupłytową (CD+DVD) wersję albumu. Wydanie to zawiera oryginalny album oraz ekskluzywne DVD z materiałem koncertowym zarejestrowanym podczas nowojorskiej „AOL Session”, w kwietniu 2006 roku. Na DVD znajduje się między innymi nowa, premierowa wersja utworu „Astronomy Domine” Syda Barretta, pochodzącego z debiutanckiego albumu Pink Floyd z roku 1967 – The Piper at the Gates of Dawn. Ten utwór został zarejestrowany na potrzeby nowej serii wydawnictw muzycznych „Live From Abbey Road” w sierpniu 2006 roku.
Udział w pracy nad płytą wzięli polscy artyści: Leszek Możdżer oraz Zbigniew Preisner, który dokonał aranżacji utworów na orkiestrę.
Album w Polsce uzyskał certyfikat platynowej płyty.

## Lista utworów CD
| 1.  | „Castellorizon” (Gilmour)                | 3:54  |
|     |                                          |       |
| 2.  | „On an Island” (Gilmour/Samson)          | 6:47  |
|     |                                          |       |
| 3.  | „The Blue” (Gilmour/Samson)              | 5:26  |
|     |                                          |       |
| 4.  | „Take a Breath” (Gilmour/Samson)         | 5:46  |
|     |                                          |       |
| 5.  | „Red Sky at Night” (Gilmour)             | 2:51  |
|     |                                          |       |
| 6.  | „This Heaven” (Gilmour/Samson)           | 4:24  |
|     |                                          |       |
| 7.  | „Then I Close My Eyes” (Gilmour)         | 5:26  |
|     |                                          |       |
| 8.  | „Smile” (Gilmour/Samson)                 | 4:03  |
|     |                                          |       |
| 9.  | „A Pocketful of Stones” (Gilmour/Samson) | 6:17  |
|     |                                          |       |
| 10. | „Where We Start” (Gilmour)               | 6:45  |
|     |                                          |       |
|     |                                          | 51:39 |
|     |                                          |       |

## Lista utworów DVD
| 1. | „Take a Breath” (Live From The Royal Albert Hall, maj 2006) |  |
|    |                                                             |  |
| 2. | „Astronomy Domine” (Abbey Road Session, sierpień 2006)      |  |
|    | - z płyty The Piper at the Gates of Dawn                    |  |
| 3. | „On an Island” (The AOL Sessions, kwiecień 2006)            |  |
|    |                                                             |  |
| 4. | „This Heaven” (The AOL Sessions)                            |  |
|    |                                                             |  |
| 5. | „Smile” (The AOL Sessions)                                  |  |
|    |                                                             |  |
| 6. | „Take a Breath” (The AOL Sessions)                          |  |
|    |                                                             |  |
| 7. | „High Hopes” (The AOL Sessions)                             |  |
|    | - z płyty The Division Bell                                 |  |
| 8. | „Comfortably Numb” (The AOL Sessions)                       |  |
|    | - z płyty The Wall                                          |  |

## Zespół koncertowy
- David Gilmour – śpiew, gitara, cümbüs, saksofon w „Red Sky At Night”
- Phil Manzanera – gitara, śpiew
- Guy Pratt – gitara basowa, śpiew, gitara w „Then I Close My Eyes”
- Richard Wright – instrumenty klawiszowe, śpiew
- Jon Carin – instrumenty klawiszowe, elektryczna gitara hawajska, śpiew
- Dick Parry – saksofon
- Steve Di Stanislao – perkusja, śpiew